# Dao (država)
Država Dao (kineski 道國| 道国 Dào Guó) bila je vazalna država kineske dinastije Zhou (1046 – 221. pr. Kr.) smještena u južnom dijelu današnjeg Okruga Runana u provinciji Henan. Dao je sve vrijeme bio u sjeni moćnog susjeda Države Chu, povremeno se oslanjajući na jednako moćnog susjeda Državu Qi. Dok je vojvoda Huan od Qija bio živ, odnosno jedan od Pet hegemona, Qi je održavao prijateljske odnose s Državom Dao kao i manjim državama Jiang (江国), Huang (黄国) i Bai (柏国). Kada je godine 643. pr. Kr. vojvoda umro,  u Državi Qi je izbio metež, što je iskoristila Država Chu kako bi se proširila na sjever. Stanovnici Države Dao su prisilno raseljeni u mjesto zvano Jingdi (荊地); njihov egzil je potrajao do dolaska kralja Pinga od Chua; on je obnovio Državu Dao i njene stanovnike vratio u domovinu. Međutim, Chu je na kraju ipak konačno asimilirao Državu Dao; kada se to dogodilo, nije poznato.